# Gastropholis echinata
Gastropholis echinata es una especie de lagarto del género Gastropholis, familia Lacertidae, orden Squamata. Fue descrita científicamente por Cope en 1862.

## Descripción
La longitud hocico-respiradero es de 35 centímetros.

## Distribución
Se distribuye por Liberia, Costa de Marfil, Ghana, Camerún, Guinea Ecuatorial, Gabón y República Democrática del Congo.